# Đào Duy Từ

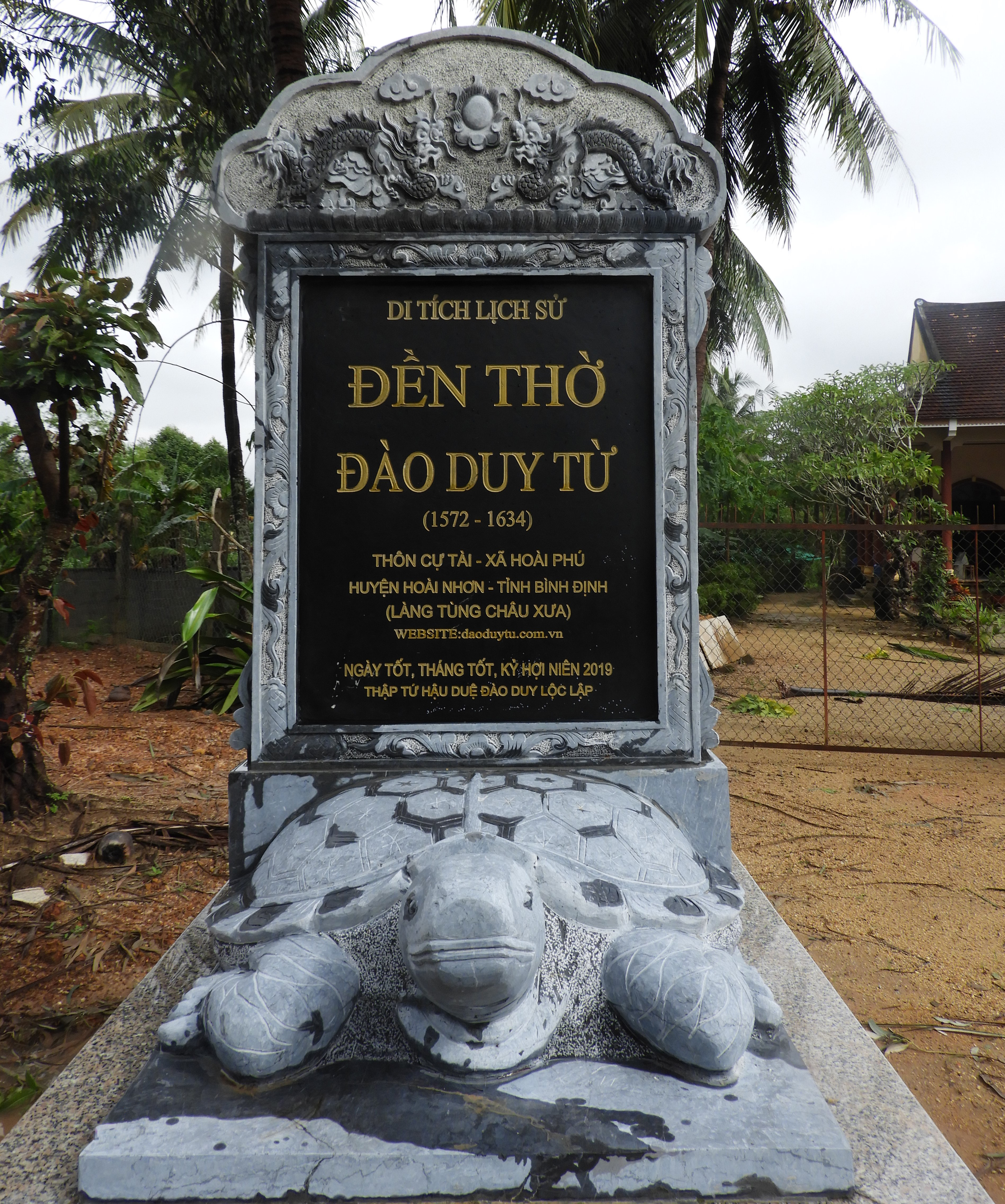

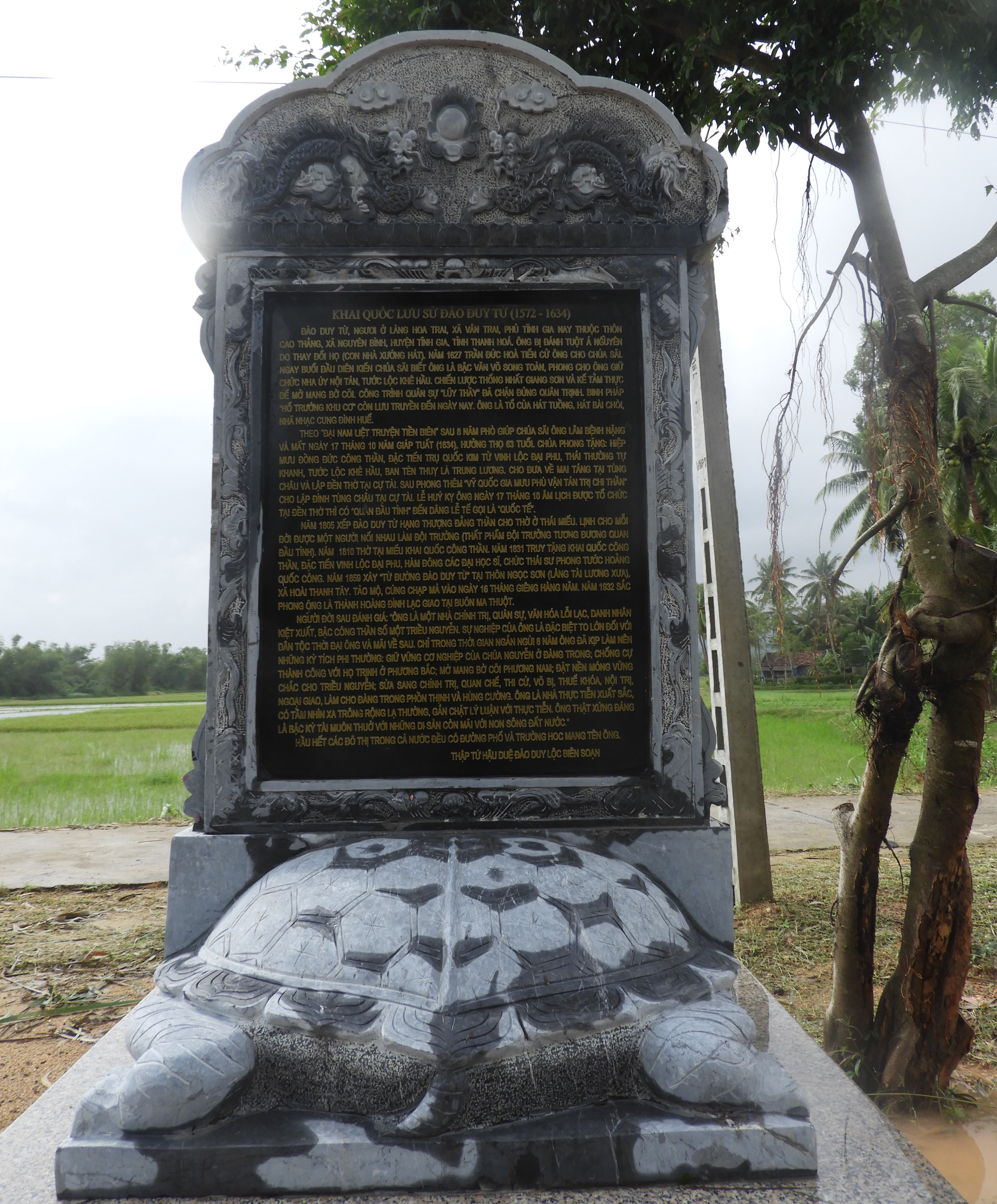
Bia tiểu sử Đào Duy Từ mặt sau tại đền thờ Đào Duy Từ, khu phố Cự Tài, P. Hoài Nhơn Tây, tỉnh Gia Lai

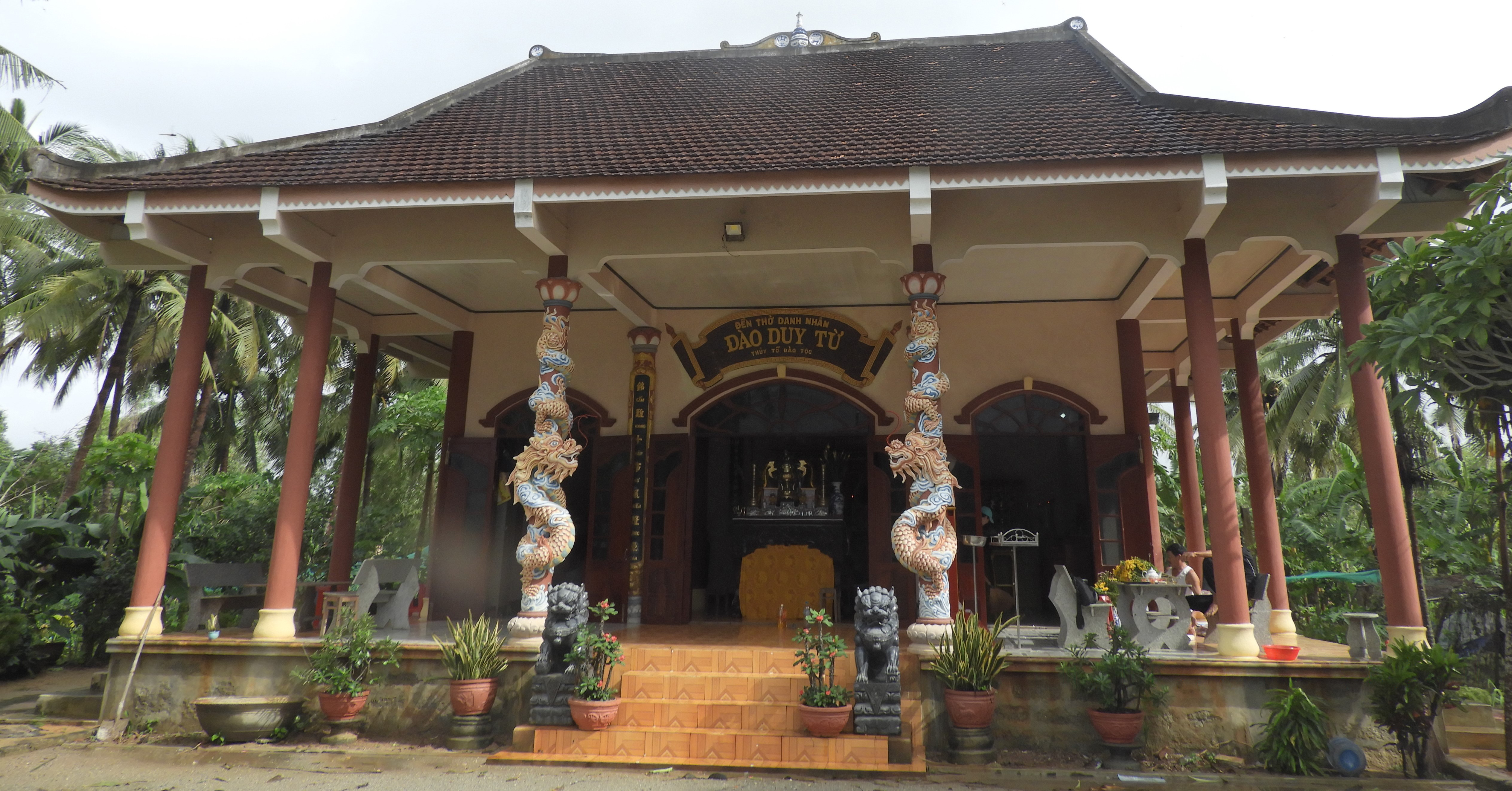
Đền thờ Đào Duy Từ (Kp. Cự Tài, phường Hoài Nhơn Tây, T. Gia Lai) do Chúa Sãi Nguyễn Phúc Nguyên sai lập năm 1634.

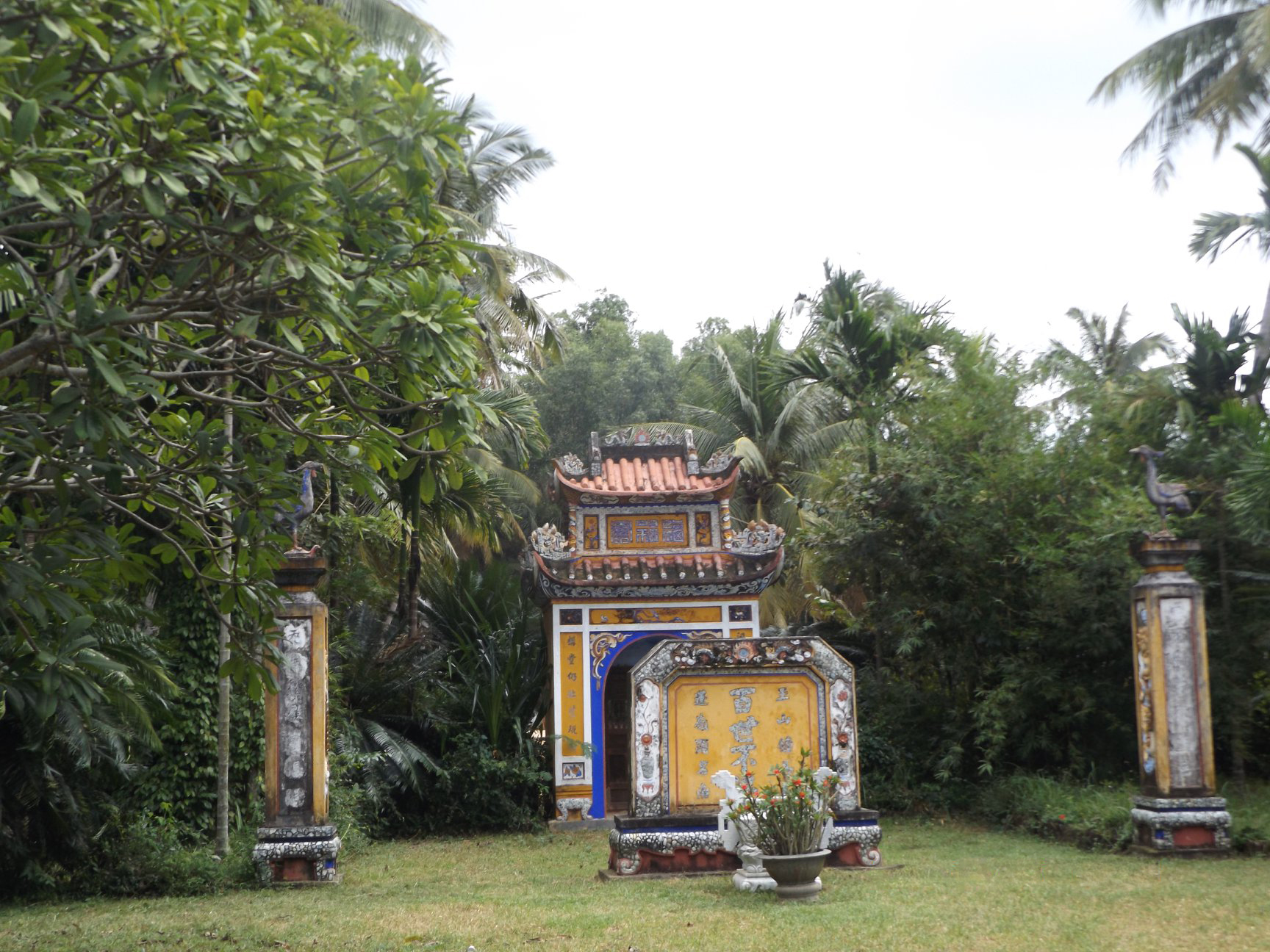
Quang cảnh từ đường Đào Duy Từ ở KP. Ngọc Sơn Bắc, Phường Hoài Nhơn, tỉnh Gia Lai do Vua Tự Đức cho xây năm 1859.

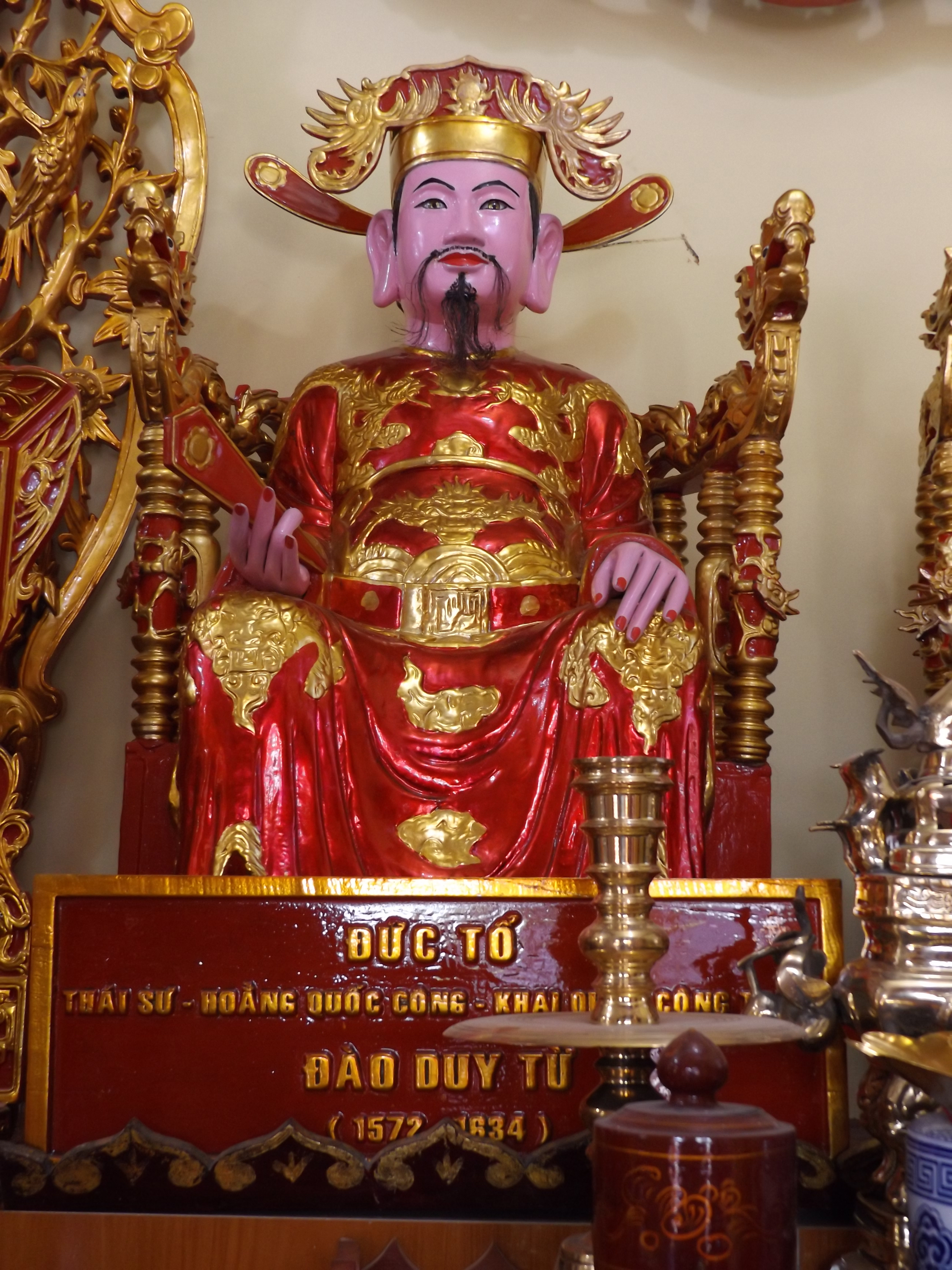
Tượng Đào Duy Từ tại Từ đường Đào tộc Đông Trang miền Nam, 104 Đào Sư Tích, Dĩ An, Bình Dương

Đào Duy Từ (chữ Hán: 陶維慈, 1572 - 7 tháng 12 năm 1634) là nhà quân sự, nhà thơ và nhà văn hóa, danh thần thời Chúa Nguyễn Phúc Nguyên. Chỉ vỏn vẹn 8 năm phò Chúa Sãi từ 1627 đến 1634 nhưng Đào Duy Từ đã khắc hoạ hình ảnh đặc dị một người thầy của Chúa Sãi, một kiệt tướng, một chính trị gia, một chiến lược gia, một kiến trúc gia, một kỹ thuật gia, một nghệ sư tài hoa, một học giả, cũng như là người góp phần quan trọng định hình được nhà nước, địa lý và bản sắc Đàng Trong. Nhà Nguyễn công nhận ông là đệ nhất khai quốc công thần và thờ ông ở Thái miếu.

## Thời trẻ
Đào Duy Từ, hiệu là Lộc Khê, quê ở xã Hoa Trai, huyện Ngọc Sơn, phủ Tĩnh Gia, Thanh Hóa, Đại Việt (nay là tổ dân phố Nổ Giáp 2, phường Đào Duy Từ, tỉnh Thanh Hóa). Cha ông tên là Đào Tá Hán, một xướng hát chuyên nghiệp (có bản dịch là Đào Duy Hán). Cha Duy Từ mất khi ông lên 5 tuổi, ông được mẹ là Vũ Kim Chi nuôi ăn học. Duy Từ tỏ ra là người thông minh sáng dạ, năm 14 tuổi ông vào học trường của Hương cống Nguyễn Đức Khoa. Nhưng Duy Từ không được thi Hương vì luật lệ của nhà Lê bấy giờ cấm con kép hát đi thi vì tục bấy giờ cho rằng xướng ca vô loài, mẹ Duy Từ phải nhờ một viên xã trưởng là Lưu Minh Phương khai đổi họ cho ông từ Đào Duy Từ thành Vũ Duy Từ theo họ mẹ. Viên xã trưởng nhân thế, ép mẹ Duy Từ phải cưới mình thì mới chịu giúp, mẹ Duy Từ bàn lẩn đi bằng cách bảo khi nào Duy Từ thi đậu mới tiến hành cưới xin.
Khoa thi Hương năm Quý Tị (1593), Duy Từ thi đậu Á Nguyên; viên xã trưởng Lưu Minh Phương bèn đòi cưới bà Kim Chi nhưng bà viện lý do Duy Từ mới thi đậu mà mẹ đã tái giá thì xấu hổ mà từ chối, rồi bảo rằng Minh Phương hãy cho con gái lớn về lấy Duy Từ thay thế. Giận dữ, Lưu Minh Phương nộp đơn kiện bà Kim Chi làm lộ việc đổi họ của Duy Từ, viên quan huyện thụ đơn sau đi báo lại cho quan Hiến Sát. Lúc bấy giờ, Duy Từ đang ở Hội văn trên Thăng Long dự thi và có bài văn được cho là hay nhất trường thi ở Thanh Hóa. Khi quan thái phó Nguyễn Hữu Liêu đang phân vân chấm Duy Từ vì một số bài bàn về cải cách chính trị có hơi trái ý chúa Trịnh Tùng thì bộ Lễ truyền lệnh xóa tên Vũ Duy Từ, đánh tuột Á Nguyên, lột mũ áo và đuổi về. Nghe tin này, bà Kim Chi cắt cổ tự vẫn. Duy Từ vừa hỏng thi vừa mất mẹ nên đau buồn lâm bệnh nặng, nằm lại tại nhà trọ.

## Vào Nam
Sau khi bị lột hết áo mũ và bị đuổi về quê, Duy Từ sống bằng nghề dạy học. Một hôm ông nói với bạn rằng: Tôi nghe chúa Nguyễn hùng cứ đất Thuận Quảng, làm nhiều việc nhân đức, lại có lòng yêu kẻ sĩ, trọng người hiền... Nếu ta theo vào giúp thì chẳng khác gì Trương Lương về Hán, Ngũ Viên sang Ngô, có thể làm tỏ rạng thanh danh, ta không đến nỗi phải nát cùng cây cỏ, uổng phí một đời.... Rồi mùa đông năm Ất Dậu (1625), Đào Duy Từ trốn được vào xứ Đàng Trong. Đầu tiên, ông ở huyện Vũ Xương hơn một tháng để nghe ngóng tình hình. Ông đi tìm chúa Nguyễn nhưng đến nơi thì không gặp do chúa đã đi xa để kinh lý. Hết tiền tiêu, Duy Từ phải tìm đường khác. Ông dò được là Khám lý Trần Đức Hòa vốn là một thân tín của chúa Nguyễn nên đi đến Quy Nhơn để kiếm cơ lập thân. Sau biết khám lý Hoài Nhân là Trần Đức Hòa là người có mưu trí được chúa Nguyễn Phúc Nguyên tin dùng, ông vào Hoài Nhân, đến thôn Tùng Châu (thôn Tùng Châu đến đời Gia Long được chia làm 9 khu phố là Cự Tài, Phụng Du, Tấn Thạnh, Tân Bình, Phú Mỹ, Hội Phú, Phú Thọ, Cự Nghi và Cự Lễ, nay thuộc phường Hoài Nhơn Tây, tỉnh Gia Lai) để ở chăn trâu cho nhà phú hộ Chúc Trịnh Long cách nhà Trần Đức Hòa một con sông nhỏ. Tâm ý của Duy Từ là ẩn mình, chờ đợi thờ cơ đồng thời dò xét chính sự Đàng Trong. Con trai của vị phú hộ, tên là Chúc Hữu Minh, mở Tùng Châu thi xã, lấy Duy Từ làm thư đồng để phục vụ các bằng hữu văn chương.
Một hôm, khi nhà phú nông đang vui vẻ đàm luận kinh sử, Đào Duy Từ dắt trâu về chuồng. Biết đó là đám quan Nho, ông đặt chân lên bậc thềm và nhìn chằm chằm không chào hỏi gì.
Giai thoại kể rằng khi bị gia chủ mắng là “kẻ chăn trâu không biết gì”, Đào Duy Từ cười vang rồi nói: “Trong làng Nho cũng có quân tử, cũng có tiểu nhân. Trong bọn chăn trâu cũng có kẻ chăn trâu anh hùng và kẻ chăn trâu tôi tớ”.
Khách nghe Đào Duy Từ đáp như thế rất lấy làm ngạc nhiên, bèn hỏi: “Ngươi bảo ai là Nho quân tử, ai là Nho tiểu nhân?”.
Đào Duy Từ cười đáp: “Nho quân tử thì phải thông hiểu tam tài. Ở nhà lo giữ đạo cha con, anh em và vợ chồng. Khi ra giúp việc cho nước nhà phải biết tìm mưu lược để giữ yên lòng dân và cứu chỗ hiểm, phò chỗ nguy, bày binh bố trận, phải lập công danh sự nghiệp, để tiếng thơm lại cho mai sau, đời đời còn rạng rỡ, ngàn năm không phai mờ.
Còn như Nho tiểu nhân, tài học nhiều lắm cũng ở mức tầm chương trích cú, chỉ muốn thong dong nơi bút mực văn chương để cầu danh lợi, mượn Nho để cười gió giỡn trăng, coi thường những kẻ hào kiệt ở đời".
Khách nhà Nho nghe nói thì kinh ngạc, bèn hỏi tiếp: “Thế nào là kẻ chăn trâu anh hùng, thế nào là kẻ chăn trâu chỉ đáng phận tôi tớ, ngươi thử nói tiếp cho rõ ràng xem?”.
Đào Duy Từ lại mỉm cười rồi nói: “Kẻ chăn trâu anh hùng thì như Ninh Thích phục hưng được nước Tề, Điền Đan dùng kế hỏa công mà thu phục những thành trì bị người nước Yên chiếm cứ, Hứa Do dắt trâu ra khe uống nước mà cũng biết được lẽ hưng vong và thịnh loạn, Bách Lý Hề đi chăn dê vùng miền trung nước Tần mà cũng nắm vững sự thịnh suy, bĩ thái...
Còn như kẻ chăn trâu chỉ đáng phận tôi tớ thì chỉ biết đói thì ăn, no thì bỏ, ngày bỏ mặc trâu để đi ăn trộm quả, đêm ngủ say mà quên cả việc bỏ rơm cho trâu bò ăn thêm.
Bọn ấy chỉ biết thân mình, dầm mưa dãi gió, ra không biết kính sợ quỷ thần, vào không biết làm gì cho mẹ cha nhờ cậy, lêu lổng chơi bời vô độ, khi vui thì mặc sức reo hò múa hát, khi giận thì chẳng kể ruột thịt thân sơ, làm xấu cả cha anh, gieo oán hờn cho làng xóm. Bọn ấy chẳng cần hỏi tới làm gì”.
Khách nghe Đào Duy Từ ứng đối lưu loát, đã bác cổ lại thông kim, nên ai nấy đều ngồi nhìn và lòng thì lấy làm kinh hãi. Không ai bảo ai, tất cả đứng dậy khoanh tay thưa rằng: “Ông quả là bậc thầy cao minh”. Nói rồi, xuống mời Đào Duy Từ lên ngồi chiếu trên. Từ đó, gia chủ may sắm quần áo mới cho Đào Duy Từ, mời ngồi giảng sách, không bắt đi chăn trâu nữa.
Phú hộ Chúc Trịnh Long bèn kể chuyện này cho Trần Đức Hòa; ông Trần Đức Hòa bèn tìm tới hỏi chuyện Duy Từ. Thấy Duy Từ có tài học rộng, ông mời về dạy học rồi gả con gái Trần Kim Nương cho. Thời gian này, Duy Từ thường ngâm bài "Ngọa Long cương vãn" bằng quốc âm để tự sánh mình với Gia Cát Lượng khi xưa. Khi Trần Đức Hòa xem bài Ngọa Long cương của Đào Duy Từ liền nói rằng: Đào Duy Từ là Ngọa Long đời này chăng.

## Làm quan chúa Nguyễn
Một hôm, Trần Đức Hòa đem bài Ngọa Long cương cho Nguyễn Phúc Nguyên xem, và nói: Bài này là do thầy đồ của nhà tôi là Đào Duy Từ làm. Đọc bài Ngọa Long cương, chúa Nguyễn biết Đào Duy Từ là người có chí lớn liền cho gọi Duy Từ đến. Mấy hôm sau, Đào Duy Từ và Trần Đức Hòa cùng vào ra mắt Chúa Nguyễn Phúc Nguyên. Thấy Chúa Nguyễn Phúc Nguyên chỉ mặc áo trắng sơ sài và đứng cửa nách đợi; Duy Từ dừng lại không vào. Thấy vậy, Chúa liền vào thay đổi triều phục, áo mũ chỉnh tề rồi mở cửa lớn ra đón Duy Từ vào nói chuyện. Đào Duy Từ cao đàm hùng luận, tỏ ra rất am hiểu việc đời. Nguyễn Phúc Nguyên mừng lắm, liền sau đó chúa họp bàn đình thần phong cho Đào Duy Từ làm Nha úy Nội Tán, tước Lộc Khuê Hầu, trông coi việc quân cơ ở trong và ở ngoài, tham lý quốc chính. Từ đấy Duy Từ nói gì chúa Nguyễn cũng nghe. Chúa Nguyễn thường nói với mọi người: Đào Duy Từ thật là Tử Phòng và Khổng Minh ngày nay.
Năm 1629, Chúa Trịnh Tráng muốn lấn vào Nam bèn sai Nguyễn Khắc Minh đi mang tiếng là phong tước cho Chúa Nguyễn nhưng đồng thời cũng để dò xét. Đào Duy Từ, khi này là Tham tán, bèn khuyên Chúa Nguyễn che giấu lực lượng và tạm nhận phong để hòa hoãn với Chúa Trịnh. Chúa Trịnh cũng đồng thời đòi Chúa Nguyễn cho con ra Bắc chầu, nộp 30 voi đực và 30 chiến thuyền để đi cống nhà Minh bên Trung Quốc, Đào Duy Từ khuyên là không thực hiện rồi bày kế cho chúa Nguyễn đắp lũy Trường Dục để phòng thủ. Chúa Nguyễn nghe theo và thực hiện ngay.

## Dư bất thụ sắc
Về sắc phong, vào năm 1630, Đào Duy Từ cho người làm một mâm đồng khắc chữ, hai đáy bên trong đựng sắc của chúa Trịnh, trên phủ lụa vàng rồi sai Trần Văn Khuông đi sứ. Trần Văn Khuông theo lời Đào Duy Từ dặn dò, đối đáp, dâng mâm cho chúa Trịnh, rồi kiếm cớ trốn về. Chúa Trịnh, thấy sứ đoàn đi vội, sinh nghi, bèn cho lục mâm đồng thì thấy mâm khắc kèm bài thơ:
Mâu nhi vô dịch
Mịch phi kiến tích
Ái lạc tâm trường
Lực lai tương địch!
Cả triều không ai hiểu. Giai thoại kể rằng[a] chúa Trịnh cho mời Phùng Khắc Khoan (1528 - 1613, trong khi sự kiện này xảy ra năm 1630 nên không chính xác) đến hỏi thì mới vỡ lẽ, trong chữ Hán, chữ mâu (矛) viết không có dấu phết thì thành chữ dư (予). Chữ mịch (覔) mà bỏ chữ kiến (見) là chữ bất (不). Chữ ái (愛) nếu viết thiếu chữ tâm (心) thì ra chữ thụ (受). Chữ lực (力) để cạnh chữ lai (來) sẽ thành chữ sắc (勑). Thế thì bốn câu trên là: dư bất thụ sắc (ta không nhận sắc). Chúa Trịnh cho bổ đôi mâm ra thì thấy bên trong có để tờ sắc phong đã ban cho chúa Nguyễn trước kia, nổi giận cho người đuổi theo sứ đoàn chúa Nguyễn thì cả sứ đoàn đã đi hết. Chúa Trịnh muốn ra quân đánh chúa Nguyễn nhưng gặp lúc Cao Bằng và Hải Dương đều có giặc giã nổi lên, đành phải hoãn lại.

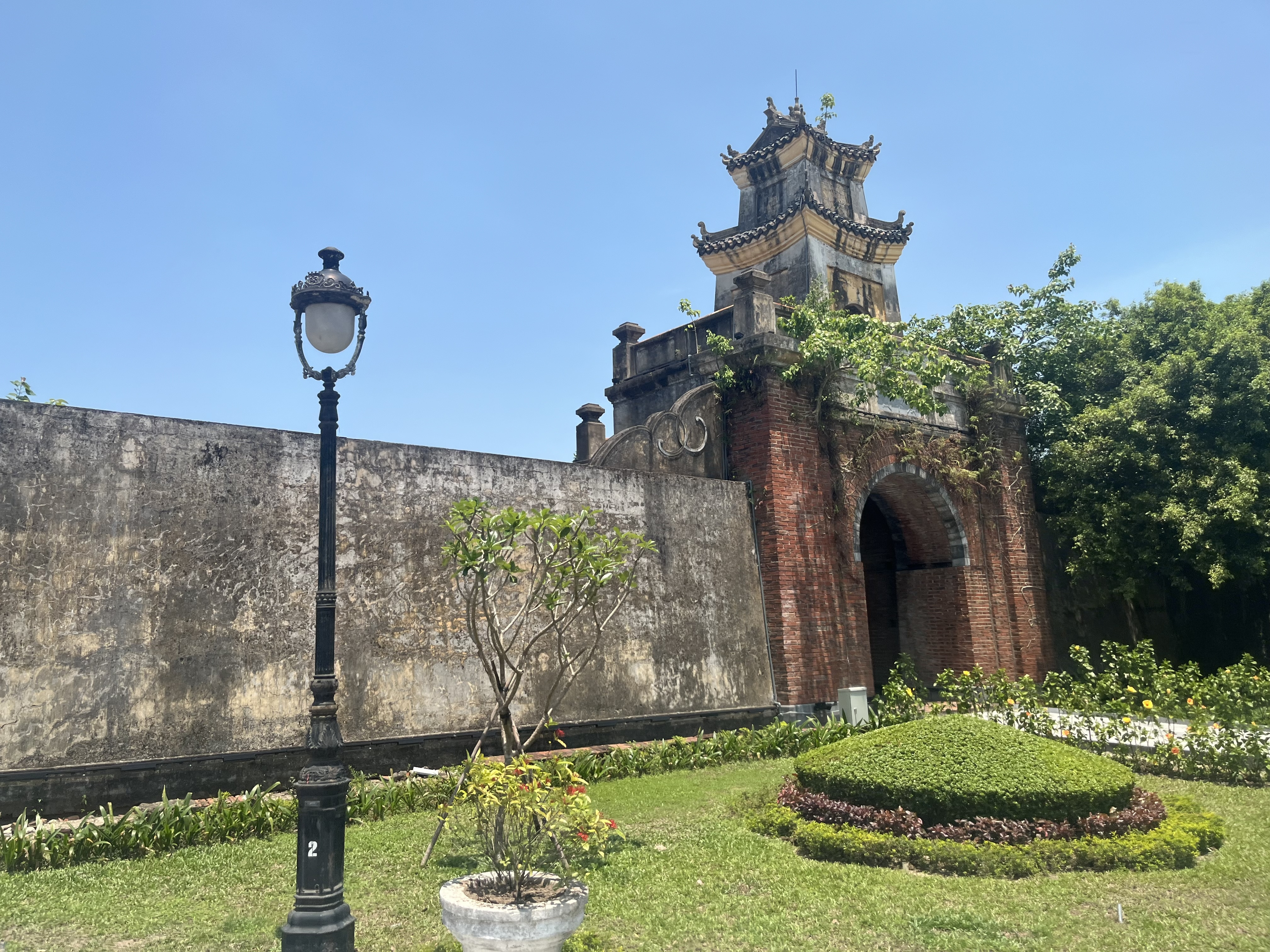
Di tích Quảng Bình quan thuộc lũy Thầy được xây năm 1631 theo lời Đào Duy Từ.

Tháng 3 năm Canh Ngọ (1630), Đào Duy Từ khuyên Chúa Nguyễn đắp lũy Trường Dục từ núi Trường Dục đến phá Hạc Hải nhằm ngăn chặn quân Trịnh ngược dòng sông Nhật Lệ vào đánh xứ Đàng Trong. để tăng cường phòng thủ, Đào Duy Từ bèn bày cho Chúa Nguyễn đánh chiếm phía nam sông Gianh rồi đắp để phòng thủ. Tháng 9 năm Canh Ngọ (1630), theo đề nghị của Đào Duy Từ, chúa Nguyễn Phúc Nguyên cho mở cuộc tấn công vào châu Nam Bố Chính và chiếm được châu này. Năm Tân Mùi (1631), theo lời Đào Duy Từ, Chúa Nguyễn lại cho đắp một cái lũy nữa kiên cố hơn để phòng thủ, gọi là Lũy Thầy. Lũy Thầy dài 18 km bắt đầu từ núi Đâu Mâu qua cửa biển Nhật Lệ tiến lên phía đông bắc đến làng Đông Hải. Lũy Thầy và Lũy Trường Dục là hai chiến lũy quan trọng, giúp Chúa Nguyễn Phúc Nguyên và các chúa Nguyễn về sau có thể phòng thủ hiệu quả trước các cuộc tiến công của các chúa Trịnh trong một thời gian dài.
Ngoài giúp Chúa Nguyễn đối phó Chúa Trịnh, Đào Duy Từ còn nhiều lần khuyên khéo được chúa Nguyễn việc chính sự, ngoài ra còn tiến cử con rể của mình là Nguyễn Hữu Tiến cho Chúa Nguyễn. Nguyễn Hữu Tiến về sau cũng trở thành một công thần của các chúa Nguyễn như cha vợ mình.

## Qua đời
Tháng Mười năm Giáp Tuất (1634), Đào Duy Từ lâm bệnh nặng rồi mất, thọ 63 tuổi. Ông mất ngày 17 tháng 10 năm Giáp Tuất (tức thứ Năm, ngày 7 tháng 12 năm 1634 dương lịch). Chúa Nguyễn Phúc Nguyên đích thân đến thăm viếng Đào Duy Từ, thì Duy Từ khóc rồi thưa: "Thần gặp được thánh minh, chưa báo đáp được mảy may, nay bệnh đến thế này còn biết nói chi nữa" rồi Đào Duy Từ qua đời, thọ 63 tuổi, phụ chính cho chúa Nguyễn được 8 năm. Chúa Nguyễn vô cùng thương tiếc, cho táng tại Tùng Châu và phong làm "Hiệp mưu Đồng đức Công thần, Đặc tiến Kim tử Vinh Lộc đại phu". Đến năm thứ 5 đời vua Gia Long thì tùng tự ở Thái Miếu, đến thời Vua Minh Mạng truy phong là Hoằng Quốc Công. Năm 1836, cho sửa sang mộ phần.
Theo Tôn Thất Thọ "Nhân dân nhiều thế hệ đã không có ý gì chê trách ông không trung thành với vua Lê chúa Trịnh; cũng không một ai nghĩ rằng ông đã giúp chúa Nguyễn vì ý đồ cát cứ chia cắt giang sơn, tất cả đều quý trọng ông ở một điểm: Ông là một tài năng kiệt xuất và là một vị quan có nhân cách hiếm có của lịch sử nước nhà."
Từ đó đến nay, tại Việt Nam có hàng trăm đường phố và trường học ở khắp các địa phương được đặt theo tên ông để ca ngợi.

## Tác phẩm
- "Ngọa Long cương vãn", bài thơ Duy Từ hay ngâm lúc chưa làm quan để ví mình như Gia Cát Lượng.
- "Hổ trướng khu cơ", là tác phẩm do Đào Duy Từ soạn ra để dạy các tướng sĩ của xứ Đàng Trong. Đó là cuốn binh pháp viết về nghệ thuật quân sự “độc nhất vô nhị” của Việt Nam còn nguyên vẹn và được lưu truyền cho đến ngày nay. Khác hẳn với nhiều cuốn binh pháp, hổ trướng khu cơ được biên soạn thiên về mặt thực hành hơn là mặt lý luận quân sự và được viết theo quan điểm cổ truyền của thuyết Tam tài “Thiên thời, Địa lợi, Nhân hòa” gồm Tập thiên, Tập địa, Tập nhân. Chủ yếu trình bày về phương pháp, kỹ chiến thuật đánh trận và kỹ thuật chế tạo binh khí, phản ánh nhiều vấn đề cơ bản của truyền thống quân sự Việt Nam.
- "Tư Dung Vãn" (ca ngợi cửa biển Tư Hiền ở Thừa Thiên), viết bằng chữ Nôm theo thể văn vần được các nhà nghiên cứu đánh giá cao xếp hàng đầu trong những tác phẩm văn học viết của nền văn học Đàng Trong.

## Gia đình
Sách Đại Nam nhất thống chí của Quốc Sử Quán Triều Nguyễn ghi vợ sau của ông là Trần Thị Chính, con gái của Khám lý Cống Quận Công Trần Đức Hòa. Bà họ Trần không có con. Theo quy định “tam tòng tứ đức” ngày xưa, phụ nữ không có con bị quy vào tội “bất hiếu”, có thể vì lẽ này bà họ Trần không được chép vào gia phả. Vợ đầu là Cao Thị Nguyên, sau khi ông mất thì đi tu năm 1637 mà chùa nay là chùa Bà, phường Hoài Nhơn, T. Gia Lai. Con cháu Đào Duy Từ hiện nay là hậu duệ của bà vợ Cao Thị Nguyên này. Đào Thị Hưng, người con gái của Đào Duy Từ thì gả cho Nguyễn Hữu Tiến, danh tướng của 3 đời chúa Nguyễn.
Hậu duệ Đào Duy Từ có:
- Đào Duy Mưu (tức Đô đốc Mưu), cháu đời thứ 7, tướng Nhà Tây Sơn, từng dẫn quân đánh trận Đống Đa năm 1789.
- Thiệu Quang Hầu Đào Duy Mẫn, Hạc Toán Hầu Đào Duy Niệm, Xuân Quang Hầu Đào Duy Tàng (cháu đời thứ 7) theo phò tá Chúa Nguyễn Ánh.
- Đào Tấn, cháu đời thứ 9, quan nhất phẩm Thượng thư Bộ Binh, Thượng thư Bộ Hình, người có công phát triển nghệ thuật tuồng đời Nhà Nguyễn.